# Claude Hardy
Claude Hardy (* 1604 in Le Mans; † 5. April 1678 in Paris) war ein französischer Universalgelehrter, Mathematiker, Linguist und Jurist.

## Leben
Hardy war eines von sieben Kindern des Steuereinnehmers Sébastien Hardy, Herr von Estour und Tabaize. Bald nach der Geburt von Hardy zog die Familie von Paris, aus dem die Eltern auch ursprünglich stammten. Der Vater war dort Rat (Conseiller) am Hof. Über die Jugend von Hardy ist kaum etwas bekannt. 1613 veröffentlichte er eine Übersetzung einer lateinischen Schrift von Erasmus von Rotterdam ins Französische (De la civilité morale des enfants), die er nach dem Vorwort im Alter von neun Jahren erstellte. Hardy besaß eine bemerkenswerte Fähigkeit Sprachen zu lernen und soll 36 Sprachen beherrscht haben. 1614 veröffentlichte er eine Übersetzung von Gedichten von Michel Verin aus dem Lateinischen. 1622 heiratete er Perette Presche. Ab 1625 arbeitete er als Anwalt am Parlament von Paris.
Daneben war er mit Wissenschaftlern und Mathematikern in Paris befreundet, unter anderem mit Claude Mydorge, über den er René Descartes kennenlernte, mit dem er sich ebenfalls anfreundete. Wegen seines Sprachtalents wurde er von Wissenschaftlern häufig zu Übersetzungen (zum Beispiel aus dem Arabischen) herangezogen. 1625 veröffentlichte er den griechischen Text von Euklids Elementen mit lateinischer Übersetzung und Anmerkungen von Marin Mersenne.
1630 erschien eine Übersetzung der Algebra von François Viète aus dem Lateinischen ins Französische von einem Antoine Vasset, hinter dem man Hardy vermutet. Im selben Jahr veröffentlichte Hardy unter eigenem Namen Abhandlungen, in denen er Versuche zur Lösung des klassischen Problems der Würfelverdopplung darstellte und kritisierte.
In Paris war Hardy Mitglied des Wissenschaftlerkreises um Marin Mersenne, wobei er auch Blaise Pascal kennenlernte. 1637 war er in einen Disput zwischen Descartes und anderen Mathematikern verwickelt, als Descartes die Arbeit von Pierre de Fermat über Variationsrechnung (De maximis et minimis) kritisierte. Hardy stellte sich dabei auf die Seite von Descartes (auf Seiten Fermats waren unter anderem Gilles Personne de Roberval und Étienne Pascal (1588–1651)).
Hardy unternahm auch chemische (alchemistische) Experimente mit den Pariser Ärzten Annibal Barlet und Pierre Borel.
Über seine letzten 25 Lebensjahre (nach dem Tod von Descartes) ist wenig bekannt.